# Yuliya Andreyeva
Pour les articles homonymes, voir Andreïeva.
Yuliya Andreyeva est une joueuse ukrainienne, naturalisée française en 2010, de basket-ball née le 30 novembre 1983 à Kherson (Ukraine) engagée pour avec Nantes-Rezé Basket 44 en Ligue féminine de basket.

## Biographie
Née dans une famille du monde du basket-ball, ses parents et sa sœur étant également basketteur, elle rejoint à onze ans l'école sportive de Kiev, équivalent ukrainien de l'INSEP, où elle se forme à ce sport. À l'âge de seize ans, elle rejoint la France, pays dont elle ne parle pas la langue, pour habiter à Châteauroux. En 2005, elle rejoint le club de Nantes-Rezé.
En 2009-2010, elle marquait 8,2 points à 47,8 % et 2 rebonds par match.
En avril 2011, elle réussit 10 paniers sur 13 tentatives à 3 points face à Charleville.
Elle s'engage durant l'été 2016 pour une douzième et dernière saison de LFB à Nantes : « Je vais profiter au maximum de cette dernière saison. Je suis en accord avec le projet qui est proposé et j’espère que mon expérience avec les Déferlantes et en tant que joueuse professionnelle pourront inspirer les jeunes qui seront dans le groupe avec nous. Une nouvelle génération arrive et je suis fière de pouvoir évoluer avec elle la saison prochaine ».

## Clubs
- 2004-2005 : Châteauroux (NF2)
- 2005-2017 : Rezé-Nantes Basket 44

## Palmarès
- Vainqueur du Challenge Round 2010, 2011[5], 2012
- Finaliste de la Coupe de France 2013